# 德黑蘭、雷伊、賽米蘭和埃斯蘭夏爾 (選區)
德黑蘭、雷伊、賽米蘭、埃斯蘭夏爾和帕爾迪斯（英語：Tehran, Rey, Shemiranat, Eslamshahr and Pardis）是伊朗議會的選區。
它擁有30個席位，在全國所有選區中最多，在伊朗政治中，已被描述為“在伊朗領頭羊精英情緒”有關鍵的作用。該選區的席位是該國最負盛名的，因為它包括該國的首都和最大城市德黑蘭，並且擁有活躍的新聞界和選民。2020年之前本選區不包含帕爾迪斯。

## 歷屆選舉
該區席次變動多次，1980年-1996年時為30席，1996年為28席，2000年至今為30席。